# Cyrtonota
Cyrtonota (лат.) — род жуков щитоносок (Mesomphaliini или Stolaini(в 1999году)) из семейства листоедов. включает 54 вида, распространенных преимущественно в горных и подгорностных районах Южной Америки.

Род Cyrtonota Chevrolat, 1837 принадлежит к племени Mesomphaliini и включает 60 описанных видов (Borowiec & Świętojańska 2002), распространенных в основном в горных и субгорных районах Южной Америки. Тринадцать видов были известны в Перу до недавнего времени (Borowiec 1999, 2007; Borowiec & Świętojańska 2002). Но во время экспедиции Венгерского музея естественной истории, обнаружен новый вид Cyrtonota caprishensis n. sp. и потерян второй.

## Распространение
Распространен в горных и субгорных районах Южной Америки в Неотропическом регионе от Мексики до Аргентины с центром разнообразия в горах Южной Америки (Borowiec 1999, Borowiec and Świętojańska 2002).

## Отличия от рода Stolas
Род близок к Stolas Billberg, 1820 и в некоторых классификациях Cyrtonota был помещен как подрод Stolas (Hincks 1952, Seeno and Wilcox 1982). Роды различаются только строением усиков: у Cyrtonota пять базальных сегментов голые или слабо опушенные, тогда как у Stolas только четыре сегмента. Генры племени Stolaini, особенно из родовой группы Stolas, характеризуются небольшим числом синапоморфий и большинство из них созданы на основе различного сочетания 3-4 признаков (количество базальных голых усиковых сегментов, строение простернального воротника, степень полового диморфизма в строении усиков и надкрылий).

## Признаки
Это в основном крупные или средние кассиды, часто металлического цвета или с надкрылийной сеткой. Большинство видов хорошо определяются четким рисунком или надкрылийной структурой.

## Таксономия
→ род Cyrtonota Chevrolat in Dejean, 1836
- Cyrtonota adspersa Boheman, 1850
- Cyrtonota assimilis Boheman, 1850
- Cyrtonota aurovestita Spaeth, 1932
- Cyrtonota balyi Kirsch, 1883
- Cyrtonota banghaasi Spaeth, 1902
- Cyrtonota bergeali Borowiec and Sassi, 1999
- Cyrtonota bistigma Boheman, 1856
- Cyrtonota bondari Spaeth, 1928
- Cyrtonota botanocharoides Borowiec, 1989
- Cyrtonota bugaensis Borowiec and Sassi, 1999
- Cyrtonota caprishensis Sekerka, 2007
- Cyrtonota caudata Boheman, 1850
- Cyrtonota christophori Borowiec, 1998
- Cyrtonota compulsa Spaeth, 1909
- Cyrtonota conglomerata Boheman 1862
- Cyrtonota cyanea Linnaeus, 1758
- Cyrtonota deliciosa Baly, 1872
- Cyrtonota dignitosa Boheman 1862
- Cyrtonota dimidiata Boheman, 1850
- Cyrtonota dissecta Boheman, 1850
- Cyrtonota elongata Spaeth, 1932
- Cyrtonota flavoplagiata Spaeth, 1932
- Cyrtonota gibbera Borowiec, 1989
- Cyrtonota goryi Boheman, 1850
- Cyrtonota honorata Baly 1869
- Cyrtonota huallagensis Spaeth, 1913
- Cyrtonota informis Boheman, 1862
- Cyrtonota inspicata Spaeth 1913
- Cyrtonota jekeli Boheman, 1856
- Cyrtonota kolbei Spaeth 1907
- Cyrtonota lateralis Linnaeus, 1758
- Cyrtonota lojana Spaeth, 1913
- Cyrtonota lurida Spaeth, 1913
- Cyrtonota machupicchu Borowiec and Sassi, 1999
- Cyrtonota marginata Kirsch, 1883
- Cyrtonota moderata Spaeth, 1913
- Cyrtonota montana Borowiec, 2000
- Cyrtonota nitida Borowiec and Sassi, 1999
- Cyrtonota paupertina Boheman, 1862
- Cyrtonota pavens Spaeth, 1913
- Cyrtonota plumbea Germar, 1824
- Cyrtonota poecilaspoides Baly, 1872
- Cyrtonota pyramidata (Boheman, 1850)
- Cyrtonota punctatissima Spaeth, 1901
- Cyrtonota quadrinotata Boheman, 1862
- Cyrtonota ricardoi Buzzi, 1998
- Cyrtonota ruforeticulata Borowiec, 2007
- Cyrtonota santanderensis Borowiec, 2009
- Cyrtonota serinus Erichson, 1847
- Cyrtonota sexguttata Spaeth, 1913
- Cyrtonota sexpustulata Fabricius, 1781
- Cyrtonota similata Boheman, 1850
- Cyrtonota smaragdina Boheman, 1856
- Cyrtonota steinheili Wagener, 1877
- Cyrtonota subnotata Boheman, 1850
- Cyrtonota textilis Boheman, 1850
- Cyrtonota thalassina Boheman, 1850
- Cyrtonota tigrina Boheman, 1850
- Cyrtonota timida Sassi, 2008
- Cyrtonota trigonata Spaeth, 1901
- Cyrtonota tristigma Boheman, 1850
- Cyrtonota verrucosa Boheman, 1856
- Cyrtonota viridicaerulea Boheman, 1862
- Cyrtonota vulnerata Boheman, 1850
- Cyrtonota zikani Spaeth, 1932